# Крисчън Бейл
Крисчън Чарлс Филип Бейл (на английски: Christian Charles Philip Bale) е английски актьор. Роден е на 30 януари 1974 година. Известен е със своята актьорска гъвкавост и значителните си физически трансформации, заради различните си роли. Той е бил главен актьор във филми от различни жанрове. Бейл е носител на множество награди, включително Оскар и два Златни Глобуса. Списанието Тайм го включва в списъка си на 100 най-влиятелни личности на света за 2011 година.

## Биография
Роден е на 30 януари 1974 г. в Хавърфордуест, графство Пембрукшър, Уелс. Бащата на Бейл е пилот от гражданската авиация, а майка му цирков артист, така че на семейството се налага често да сменя местожителството си. Така детството на Бейл и трите му сестри преминава на различни места (Великобритания, Португалия, САЩ).

## Кариера
Бейл дебютира пред камера едва на 9 години – в телевизионна реклама за зърнени закуски. Следват многобройни участия в телевизионни програми и театрални постановки преди да постигне първи голям международен успех с участието си в Империята на Слънцето (1987) на Стивън Спилбърг, където си партнира с Джон Малкович в главната роля.
На 15 години участва отново в голям филм – Хенри V под режисурата на Кенет Брана (1989).
Големият пробив в киното вече в „зряла“ възраст прави през 1999 в Американски психар. За ролята на Патрик Бейтман, Бейл се подготвя с месеци, тренирайки по няколко часа на ден, за да извае аполоновото тяло на убиеца. Отзивите за превъплъщението му са повече от ласкави и предложенията за участия в касови продукции не закъсняват.
Бейл участва във филмите „Еквилибриум“ (2002) и „Батман в началото“ (2005), Престиж (2006).

## Личен живот
На 29 януари 2000, Бейл сключва брак с босненката от сръбски произход Сандра Блажич, бивш модел, професионална гримьорка и лична асистентка на Уинона Райдър. На 27 март 2005 им се ражда дъщеричка Емелин. Синът им се ражда през август 2014 г.
Също като своя баща, Крисчън Бейл е ревностен поддръжник на екоорганизации като Грийнпийс и WWF.

## Филмография
| година | филм                      | оригинално заглавие            | роля                      | бележки |
| ------ | ------------------------- | ------------------------------ | ------------------------- | --- |
| 1986   |                           | Anastasia: The Mystery of Anna | Алексей Николаевич        | телевизионен филм |
| 1987   |                           | Heart of the Country           | Бен Харис                 | минисериал |
| 1987   | Империята на Слънцето     | Empire of the Sun              | Джейми Греъм              | |
| 1987   | Мили мой Мио              | Mio min Mio                    | Джум-Джум / Бенке         | |
| 1989   | Хенри V                   | Henry V                        |                           | |
| 1990   | Островът на съкровищата   | Treasure Island                | Джим Хокинс               | |
| 1991   |                           | A Murder of Quality            | Тим Паркинс               | телевизионен филм |
| 1992   |                           | Newsies                        | Джак Кели Франсис Съливан | |
| 1993   | Децата на суинга          | Swing Kids                     | Томас Бергер              | |
| 1994   | Малки жени                | Little Women                   | Тиодор Лоурънс            | |
| 1994   | Принцът на Дания          | Prince of Jutland              | Амлед                     | |
| 1995   | Покахонтас                | Pocahontas                     | Томас (озвучение)         | анимационен филм |
| 1996   | Портрет на една дама      | The Portrait of a Lady         | Едуард Розиер             | |
| 1996   | Тайният агент             | The Secret Agent               | Стиви                     | |
| 1997   | Метроленд                 | Metroland                      | Крис Лойд                 | |
| 1998   | Златно кадифе             | Velvet Goldmine                | Артър Стюарт              | |
| 1999   |                           | All the Little Animals         | Боби Плат                 | |
| 1999   |                           | Mary, Mother of Jesus          | Иисус                     | телевизионен филм |
| 1999   | Сън в лятна нощ           | A Midsummer Night's Dream      | Деметрий                  | |
| 2000   | Шафт                      | Shaft                          | Уолтър Уейд               | |
| 2000   | Американски психар        | American Psycho                | Патрик Бейтман            | - номинация – Емпайър за най-добър британски актьор. |
| 2001   | Капитан Корели            | Captain Corelli's Mandolin     | Мандрас                   | |
| 2002   | Еквилибриум               | Equilibrium                    | Отец Джон Престън         | |
| 2002   | Царството на огъня        | Reign of Fire                  | Куин Абъркромби           | |
| 2002   | Каньонът Лаурел           | Laurel Canyon                  | Сам Бентли                | |
| 2004   | Механикът                 | The Machinist                  | Тревър Резник             | - номинация – Сатурн за най-добър актьор. |
| 2005   | Батман в началото         | Batman Begins                  | Брус Уейн / Батман        | - Сатурн за най-добър актьор. - номинация – Емпайър за най-добър актьор. |
| 2005   | Новият свят               | The New World                  | Джон Ролф                 | |
| 2006   | Престиж                   | The Prestige                   | Алфред Бордън             | - номинация – Емпайър за най-добър актьор. |
| 2006   | Черни дни                 | Harsh Times                    | Джим Лутър Дейвис         | |
| 2007   | Зората на спасението      | Rescue Dawn                    | Дитер Денглер             | - номинация – Сателит за най-добър актьор в драматичен филм. |
| 2007   | Няма ме                   | I'm Not There                  | Джак Роулинс/пастор Джон  | |
| 2007   | Ескорт до затвора         | 3:10 to Yuma                   | Дан Евънс                 | |
| 2008   | Черният рицар             | The Dark Knight                | Брус Уейн / Батман        | - Емпайър за най-добър актьор. - номинация – Сатурн за най-добър актьор. |
| 2009   | Терминатор: Спасение      | Terminator Salvation           | Джон Конър                | |
| 2009   | Обществени врагове        | Public Enemies                 | Мелвин Първис             | |
| 2010   | Боецът                    | The Fighter                    | Дики Еклънд               | - Оскар за най-добра поддържаща мъжка роля. - Златен глобус за най-добър поддържащ актьор. - Сателит за най-добър актьор в поддържаща роля. - номинация – Награда на БАФТА за най-добър актьор в поддържаща роля. - номинация – Сатурн за най-добър актьор в поддържаща роля. |
| 2011   | Цветя на войната          | 金陵十三釵                     | Джон Милър                | |
| 2012   | Черният рицар: Възраждане | The Dark Knight Rises          | Брус Уейн / Батман        | - номинация – Сатурн за най-добър актьор. |
| 2013   | Вън от пещта              | Out of the Furnace             | Ръсел Бейз                | |
| 2013   | Американска схема         | American Hustle                | Ървин Розенфелд           | - номинация – Оскар за най-добра мъжка роля. - номинация – Награда на БАФТА за най-добър актьор в главна роля. - номинация – Златен глобус за най-добър актьор в мюзикъл или комедия. - номинация – Сателит за най-добър актьор.                                              |
| 2014   | Изход: Богове и царе      | Exodus: Gods and Kings         | Моисей                    | |
| 2015   | Рицар на чашите           | Knight of Cups                 | Рик                       | |
| 2015   | Големият залог            | The Big Short                  | Майкъл Бъри               | - Сателит за най-добър актьор в поддържаща роля. - номинация – Оскар за най-добра поддържаща мъжка роля. - номинация – Награда на БАФТА за най-добър актьор в поддържаща роля. - номинация – Златен глобус за най-добър актьор в мюзикъл или комедия.                         |
| 2018   | Вице                      | Vice                           | Дик Чейни                 | - номинация – Оскар за най-добра мъжка роля. |
| 2019   | Форд срещу Ферари         | Ford v Ferrari                 | Кен Майлс                 | |